# 神奈川県警察高速道路交通警察隊
神奈川県警察高速道路交通警察隊（かながわけんけいさつこうそくどうろこうつうけいさつたい）は、神奈川県警察本部交通部に設置されている執行隊である。神奈川県警察の管轄内における高速道路上における交通取り締まり、交通事故処理、事件が発生した場合の初動捜査・遺失物の扱いを管轄する。

## 組織
高速道路交通警察隊は隊本部以下三つの中隊で構成されている。各中隊の下には小隊が、小隊の下には分隊が置かれる。
- 隊本部 : 川崎市宮前区南平台1番1号(東名高速道路東京料金所付近)
  - 第一中隊
  - 第二中隊
  - 第三中隊

## 分駐所と管轄路線
高速道路交通警察隊には以下の6箇所の分駐所が置かれる。
- 厚木分駐所 : 東名高速道路
- 大黒分駐所 : 首都高速道路湾岸線・大黒線・川崎線
- みなとみらい分駐所 : 首都高速道路横羽線・三ツ沢線・狩場線・横浜北線・横浜北西線
- 朝比奈分駐所 : 横浜横須賀道路・保土ヶ谷バイパス・本町山中道路・三浦縦貫道路
- 港北分駐所 : 第三京浜道路・横浜新道
- さがみ分駐所 : 圏央道・新湘南バイパス・新東名高速道路

★詳しい管轄区域は、神奈川県警察高速道路交通警察隊管轄道路図を参照。